# Juanita Molina de Fromen
Juanita Molina de Fromen, född 1893, död 1934, var en nicaraguansk feminist. 
Hon anställdes 1924 inom utbildningsmyndigheten. 
Hon var delegat i Inter-American Commission of Women 1930, och lämnade samma år tillsammans med sin make in ett förslag om rösträtt för kvinnor till parlamentet. Det gjordes med presidentens stöd, men godkändes inte.  